# Badailhac
Badailhac település Franciaországban, Cantal megyében. Lakosainak száma 130 fő (2022. január 1.). Badailhac Carlat, Cros-de-Ronesque, Jou-sous-Monjou, Polminhac, Raulhac, Saint-Étienne-de-Carlat és Vic-sur-Cère községekkel határos.

## Népesség
A település népességének változása:
| Lakosok száma | 224  | 160  | 136  | 117  | 126  | 132  | 139  | 145  | 140  | 130  |
|               | 1968 | 1982 | 1990 | 2006 | 2013 | 2015 | 2017 | 2019 | 2020 | 2022 |